# Molva molva
La llengua de capellà, escolà o peix de fonera (Molva molva) és una espècie de peix gadiforme de la família Lotidae. És pròpia de l'oceà Atlàntic.

## Descripció
La llengua de capellà té el cos allargat, amb el cap aplanat i la mandíbula superior prominent. Presenta una coloració jaspiada, sent marró en el dors i blanquinosa en el ventre. La línia lateral és gairebé completament recta. Té dues aletes dorsals i una altra anal. La primera aleta dorsal és curta i la segona molt llarga, iniciant-se per davant de l'anal. Aconsegueix una longitud d'uns 106 cm i el seu pes màxim registrat és de 45 kg, sent l'espècie de major grandària de la seva família.

## Distribució i hàbitat
És àmpliament distribuït en l'Atlàntic nord, trobant-se al Canadà i Groenlàndia, i des d'Islàndia i la mar de Barentsz fins al Marroc, així com en la mar Mediterrània. Es troba preferentment en fons rocosos d'aigües profundes.

## Comportament
No és un peix d'hàbits gregaris i no realitza grans migracions. La seva alimentació es compon preferentment d'equinoderms, crustacis, calamars i altres peixos.
El fresi té lloc entre abril i juny, principalment en el sud d'Islàndia, illes Britàniques i Biscaia. El nombre d'ous sol ser d'entre 20 i 60 milions, els quals mesuren 1 mm.
Pot aconseguir una gran longevitat, podent les femelles, que viuen més que els mascles, arribar fins als catorze anys.

## Usos humans

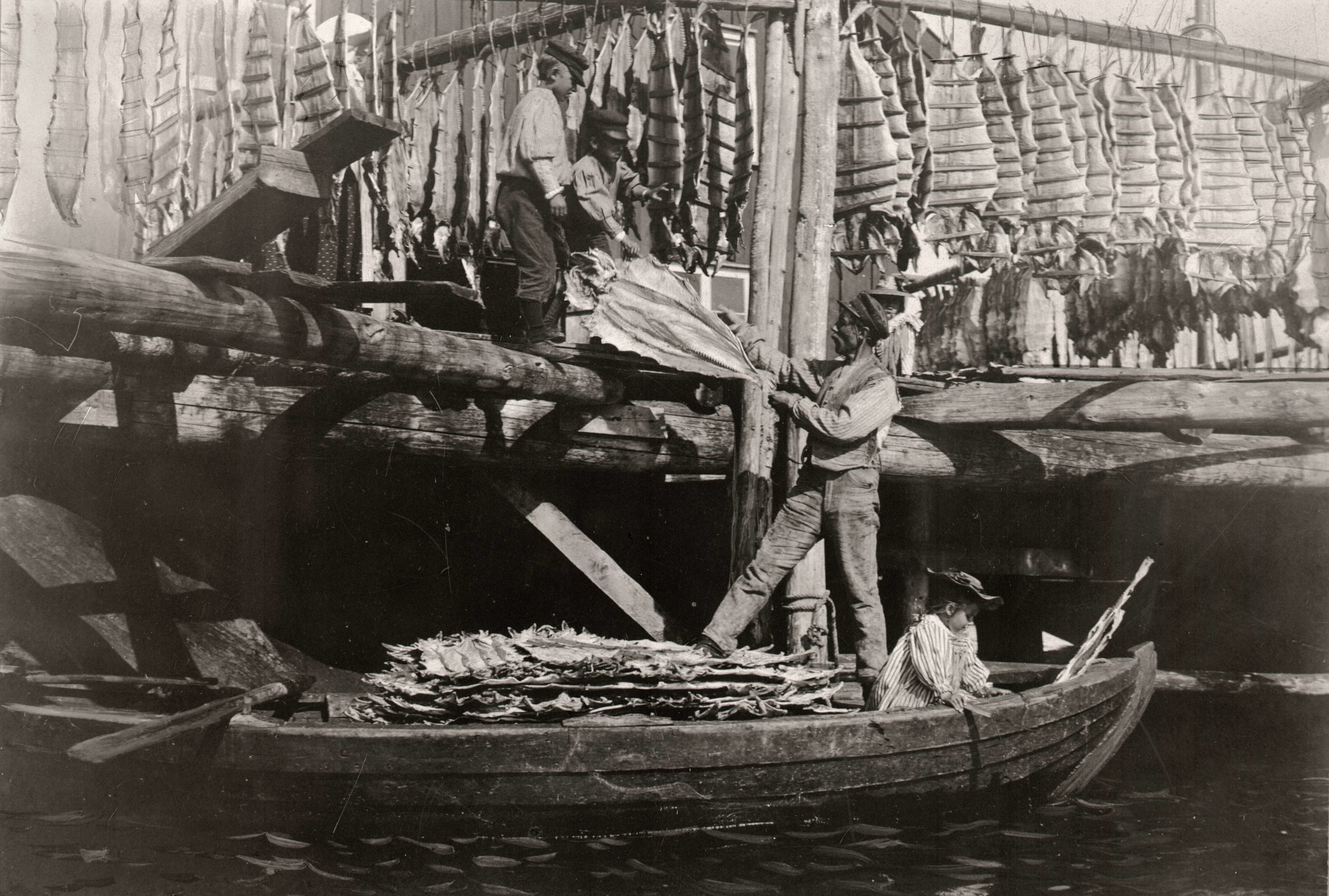
En preparació en Mollösund, Suèdia, el 1899

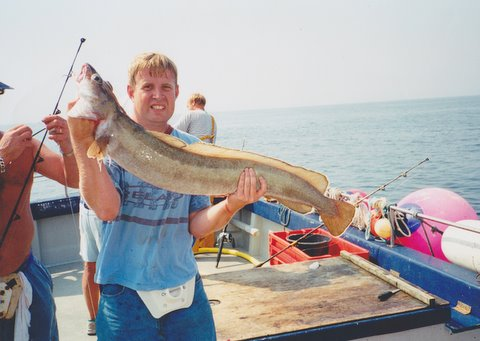
Especimen gros atrapat per un pescador

És un peix comestible; es comercialitza en forma fresca, salada o seca i s'utilitza com a farina de peix. Les freses salades consideren un menjar fi. És objecte de pesqueres comercials que utilitzen xarxes d'arrossegament, encara que en algunes pesqueres d'Europa continental i de les illes Fèroe s'utilitzen palangres. Es tracta d'una espècie d'aigües profundes i la seva bufeta natatòria està molt danyada en ser treta a la superfície des de les profunditats; El consell per als pescadors esportius és, per tant, que la maruca capturada amb vaixell no ha de retornar-se a la mar i que han de deixar de pescar quan s'hagin capturat suficients per a la taula. Es creu que les accions són raonablement bones, però la UICN ha declarat que no hi ha dades disponibles sobre la grandària de la població o les tendències de la població, que la població en la Mar Mediterrània pot ser marginal, amb la major part de la seva distribució global a l'Atlàntic. Per tant, no hi ha dades disponibles que permetin determinar l'estat de la maruca més enllà de dades insuficients. La Marini Conservation Society considera a la maruca com un "peix a evitar" per la seva pesca d'arrossegament. En 1999, la captura total de maruca comuna notificada a l'Organització per a l'Agricultura i l'Alimentació va ser de 53.870 tones i els països amb els majors desembarcaments van ser Noruega amb 19.215 tones i Regne Unit amb 11.350 tones.